# Campagne Blumenhof

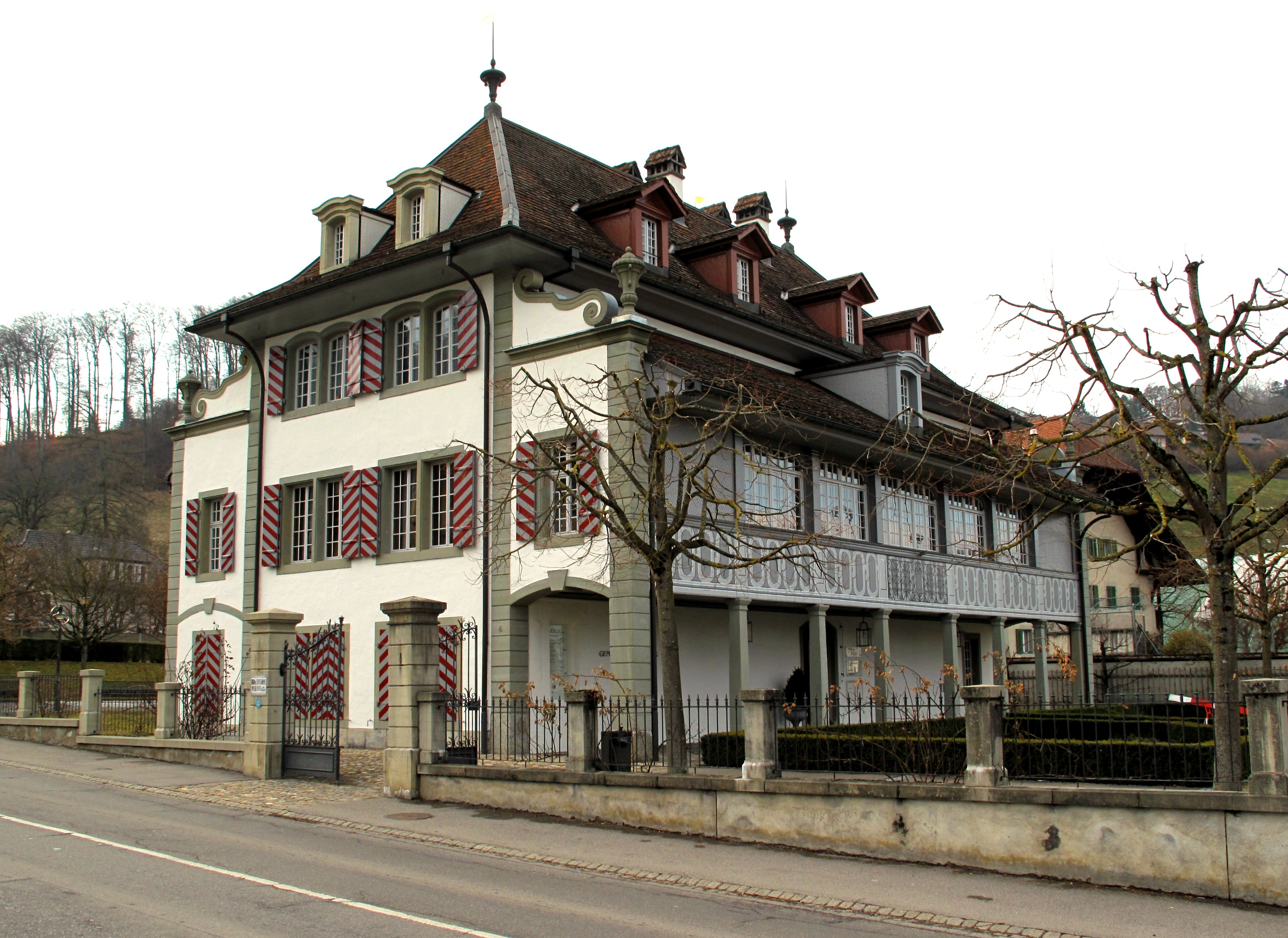
Campagne Blumenhof (2012)

Die Campagne Blumenhof ist ein Landsitz in der Gemeinde Kehrsatz im Kanton Bern.

## Geschichte
Die Campagne Blumenhof war ursprünglich ein spätgotisches Herbsthaus des ausgehenden 16. Jahrhunderts, welches durch Niklaus Emanuel Tscharner 1752 barockisiert wurde, indem der ursprüngliche Bau berg- und talseitig mit je einem Anbau versehen wurde. Der Blumenhof wurde im 19. und 20. Jahrhundert mehrfach umgebaut und endete als Spekulationsobjekt, bis die Gemeinde Kehrsatz 1983 den Landsitz erwarb und in den Jahren 1988 bis 1990 rekonstruierte und seither als Sitz der Gemeindeverwaltung nutzt.
Der mustergültige Landwirtschaftsbetrieb Tscharners war für viele Bildungsreisende seiner Zeit ein Anziehungspunkt. Sophie La Roche gehörte ebenso zu dessen Gästen wie Herzog Carl August von Sachsen-Weimar, der 1779 auf seiner Schweizreise von Johann Wolfgang von Goethe begleitet wurde.